# アダ (カリア)
アダ（Ada of Caria、古代ギリシア語: Ἄδα、fl. 紀元前377年 - 326年）は、紀元前4世紀半ばには、ヘカトムノス朝の一員であり、最初はアケメネス朝ペルシアのサトラップとして、後にアレクサンドロス3世の後援の下で女王としてカリアの支配にあたった。

## 歴史
アダはカリアのサトラップであるヘカトムノスの娘であり、マウソロス、ピクソダロス、アルテミシア2世、イドリエウスの姉妹だった。兄弟姉妹の内4人は兄弟姉妹同士で結婚した。マウソロスはアルテミシア2世と結婚し、アダは兄弟のイドリエウスと結婚した。ピクソダロスは家族外で結婚した。ヘカトムノスの全ての子供は、ある時点でカリアを統治した。最初にマウソロスとアルテミシア2世が一緒に統治し、マウソロスの死後、アルテミシア2世は紀元前344年に亡くなるまで単独で統治した。